# 4276 Clifford
4276 Clifford је Марсов тројански астероид чија средња удаљеност од Сунца износи 2,009 астрономских јединица (АЈ).
Апсолутна магнитуда астероида је 14,3.